# Dorfkirche Dalichow

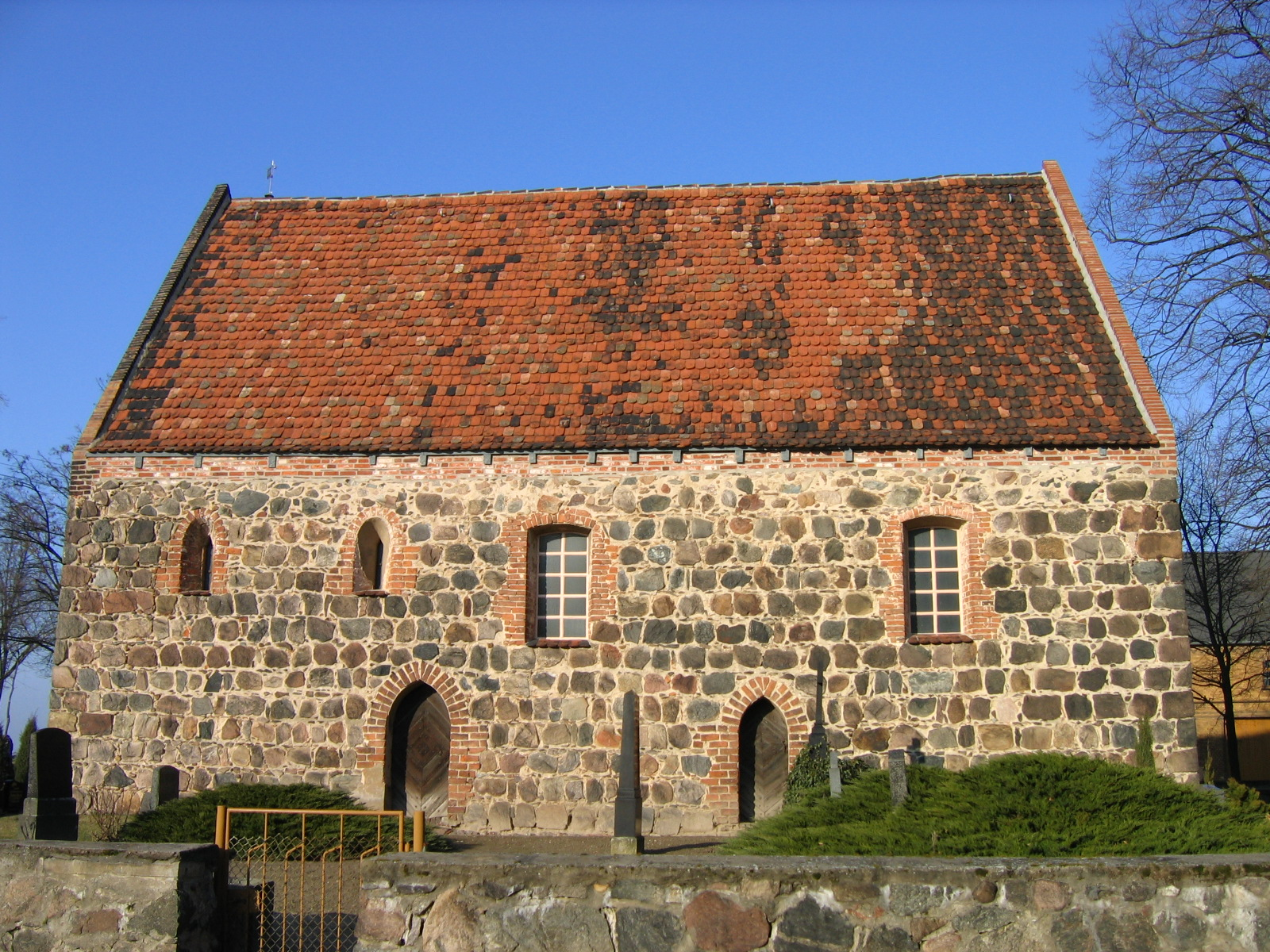
Die Kirche in Dalichow von Süden

Die denkmalgeschützte Dorfkirche Dalichow im Ortsteil Dalichow in der Gemeinde Niedergörsdorf im Landkreis Teltow-Fläming in Brandenburg befindet sich mitten auf dem Anger umgeben vom Kirchhof. Die evangelische Kirche war ursprünglich Tochterkirche von Eckmannsdorf, heute gehört sie zur Gemeinde Blönsdorf und somit zum Kirchenkreis Wittenberg.

## Kirche
Die Kirche ist ein rechteckiger, turmloser um 1300 erbauter Saalbau aus bearbeiteten Feldsteinen, die in horizontalen Reihen angeordnet sind. Fenster und Portale sind spitzbogig und haben Laibungen aus Backstein. Zwei Portale befinden sich auf der Südseite, das westliche Portal ist größer als das andere Portal, dieses ist wohl eine Priesterpforte. Hier befindet sich auch etwas östlicher eine schmale Priesterpforte. Die Fenster sind weitgehend erhalten geblieben, die drei Fenster der Ostseite bilden eine Fenstergruppe. Die Fenstergruppe wird als Blendengruppe im Giebelbereich wiederholt. Die Westseite ist geschlossen.
Unter dem Satteldach befinden sich zwei unterschiedliche Dachwerke. Der östliche Teil stammt aus dem Jahr 1577, der westliche, größere Teil aus dem Jahr 1655, beide Jahreszahlen wurden dendrologisch ermittelt. Die Dachwerke wurden später mit Zwischensparren verstärkt. Der Kirchenraum wird nach oben hin von einer flachen Balkendecke abgeschlossen, diese Decke wurde durch einen mittleren Längsunterzug gehalten. Im Westteil befindet sich der Unterbau des Glockenstuhles, dieser Bereich ist durch eine Wand vom Schiff abgetrennt. Zu Beginn des 20. Jahrhunderts wurde das Innere der Kirche neu gestaltet.
In der Kirche befindet sich ein Altaraufsatz aus Holz aus dem Jahr 1688 mit gedrehten Säulen und geschnitzten Wangen sowie einem Tafelbild aus der zweiten Hälfte des 16. Jahrhunderts, dargestellt ist das Passahmahl. Der Taufstein besteht aus einer konischen Schale aus Stein und einem modernen, achteckigen Sockel. Das Alter ist unbekannt, möglich wäre das Mittelalter oder das 16. Jahrhundert. Das Gestühl stammt aus dem 17. und 18. Jahrhundert. An der Nordwand der Kirche befindet sich eine Gedenktafel der Gefallenen des Ersten Weltkrieges. Die Bronzeglocke wurde im 15. Jahrhundert gegossen.